# Feda

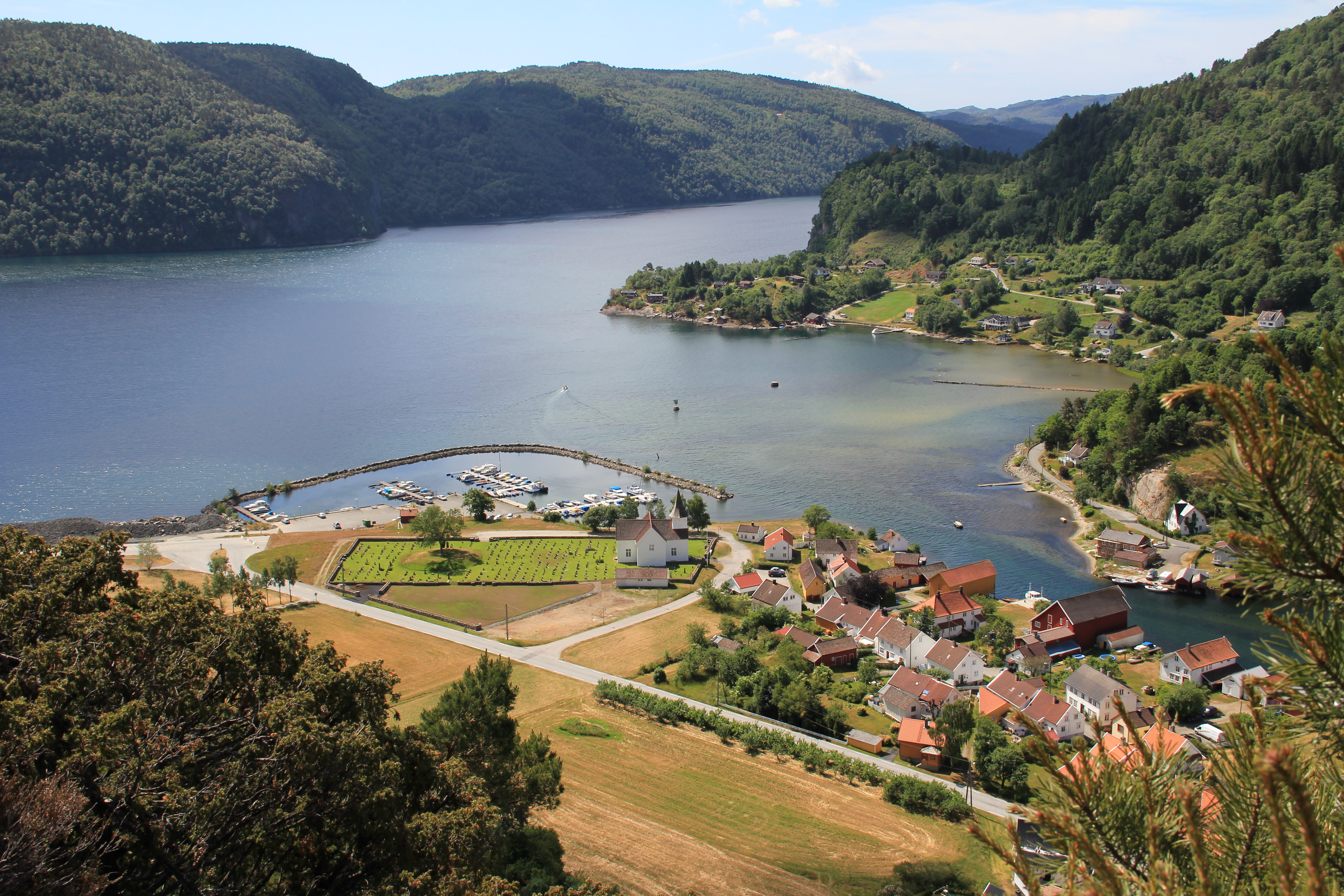
Feda, gelegen an beiden Seiten des Fedaelva (rechts), der hier in das Fedafjord mündet. In der Bildmitte die 1802 erbaute Dorfkirche, dahinter der Yachthafen

Feda, Kommune Kvinesdal, Provinz (Fylke) Agder, Norwegen, ist ein alter Strandort an der Einmündung des Flusses Fedaelva in den Fedafjord, etwa 12 Kilometer östlich von Flekkefjord. Heute (Stand: 2020) leben in Feda 386 Einwohner auf 0,48 km².

## Geschichte
Feda war von 1900 bis 1963 eine selbstständige Gemeinde. Sie entstand am 1. Januar 1900 durch die Ausgliederung von Kvinesdal und hatte zu diesem Zeitpunkt 1090 Einwohner. Als sie 1963 gemeinsam mit Fjotland wieder in Kvinesdal eingegliedert wurde, lebten noch 576 Personen in Feda. Durch gesetzliche Regelungen (Boplikt), die in Kvinesdal nur für Feda gelten, wird festgelegt, dass das historische Stadtbild aus Holzhäusern erhalten bleibt und alle Häuser ganzjährig bewohnt sein müssen.
Das Seekabel NorNed, das seit 2008 die Stromnetze von Norwegen und den Niederlanden verbindet, endet an der Stromrichterstation in Feda.

## Fedafjordbrücke

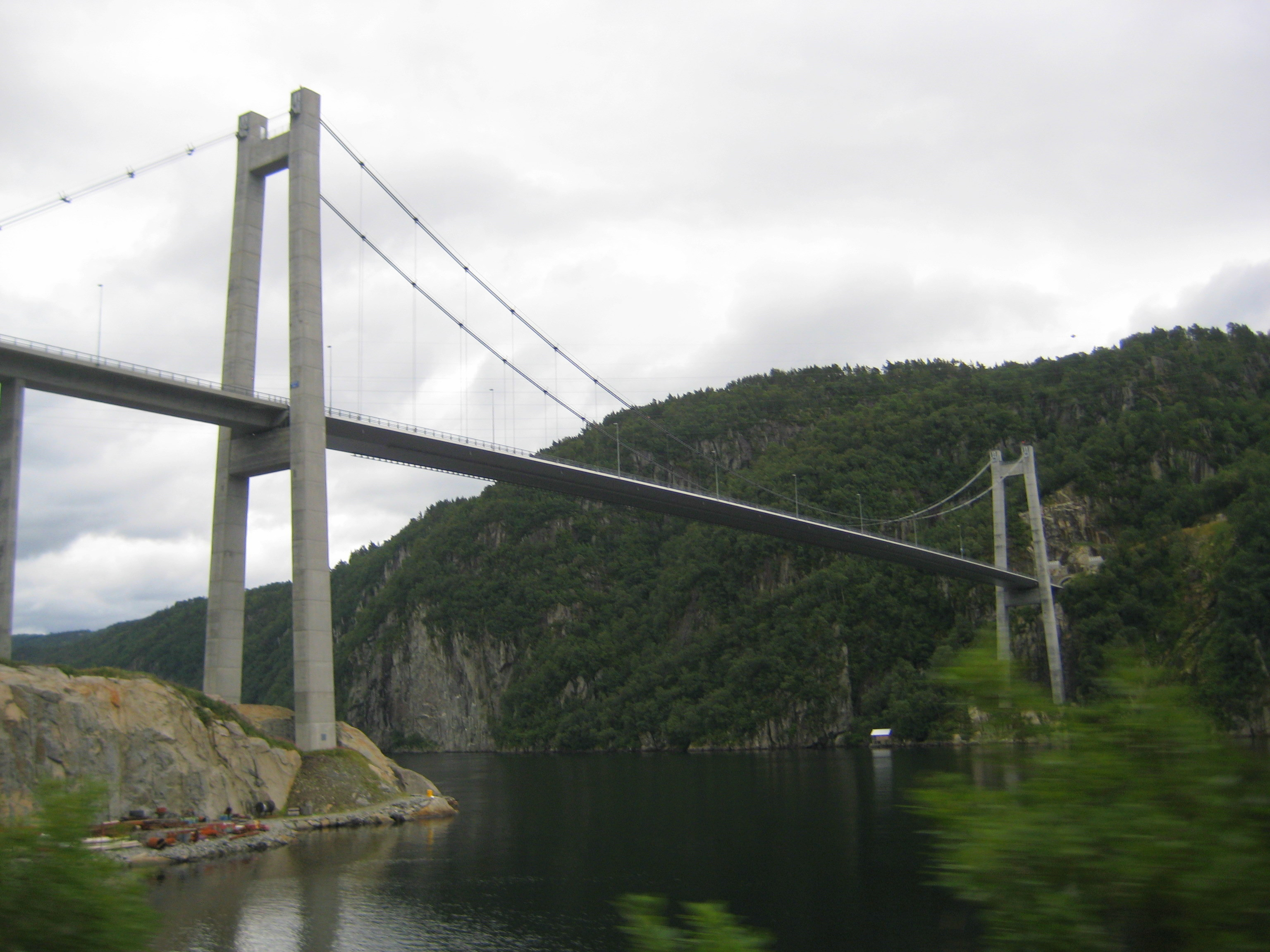
Fedafjordbrücke, gesehen von Feda in Blickrichtung Osten

Die 2006 eröffnete Fedafjordbrücke führt die Küstenstraße E39 in 50 Meter Höhe über den Fedafjord. Sie verbindet zwei Tunnel:
- der Teistedaltunnel ist 1.925 Meter lang und führt nach Südosten. Nach einem kurzen Einschnitt folgt der 3.184 Meter lange Vatlandtunnel  in Richtung Kristiansand.
- der Fedaheitunnel ist 1.434 Meter lang und  besitzt unterirdisch durch den Berg angelegte Zu- und Abfahrten, die einen Kilometer östlich von Feda direkt am Fjord enden und deren Benutzung für Radfahrer verboten ist.[4] Er führt nach Nordwesten in Richtung Stavanger.

Alle drei genannten Tunnel wurden ebenfalls 2006 eröffnet. 
Vor 2006 wurde der Fernverkehr weiter landeinwärts über die damalige Reichsstraße 40 geführt. Die Strecke führte von Lyngdal über Kvinesdal und dann an der Nordwestseite des Fjordes zurück nach Feda, dort zwischen Kirche und Yachthafen hindurch und dann über die Mündung des Fedaelva auf einer 1972 gebauten Brücke, die 2007 abgerissen wurde.